# Кочиш, Иштван (1949)
Иштван Кочиш (венг. Kocsis István; 6 октября 1949, Чорна – 9 июня 1994, там же) – венгерский футболист, игравший на позиции защитника.

## Биография

### Клубная карьера
Воспитанник футбольной школы клуба «МЕДОС» из Чорны, карьеру начинал в команде «Печ», где провёл шесть сезонов. С 1975 года защищал цвета «Гонведа», в 1978 году был признан футболистом года в стране. В возрасте 34 лет уехал в Бельгию выступать за границу в «Льерс», в 1983 году в возрасте 34 лет вернулся домой в состав «Шопрона». Карьеру завершил после двух сезонов в Австрии в 1990 году.

### В сборной
В сборной сыграл 20 игр, участвовал в чемпионате мира 1978 года в Аргентине.

### Смерть
На 45-м году жизни Иштван Кочиш умер от рака.